# أمير قلعة نويي
أمير قلعة نويي، من مواليد في طهران في إيران، لاعب كرة قدم إيراني سابق، ومدرب كرة قدم حالي. كان يلعب مع نادي الاستقلال. إضافة إلى أنه لعب مع منتخب إيران لكرة القدم.
وقد درب نادي استقلال أهواز في عام 2002، وفي عام 2003 انتقل إلى تدريب نادي الاستقلال، ودربهم حتى عام 2006، ومنذ عام 2006 ودرب منتخب إيران لكرة القدم حتى عام 2007 وعاد إلى نادي الاستقلال في عام 2008 وانتقل إلى تدريب نادي سباهان في عام 2009 ودربهم حتي عام 2011. أمير قلعة نويي منذ عام 2011 يدرب في نادي تيراختور.

## وصلات خارجية
- أمير قلعة نويي على موقع قاعدة بيانات كرة القدم.إي يو (الإنجليزية)
- أمير قلعة نويي على موقع ناشيونال فوتبول تيمز (الإنجليزية)
- أمير قلعة نويي على موقع Soccerway.com (الإنجليزية)
- أمير قلعة نويي على موقع عالم كرة القدم.نت (الإنجليزية)